# آلبرت ون
البرت ون (انگلیسی: Albert Venn؛ ۲۴ سپتامبر ۱۸۶۷ – ۶ اوت ۱۹۰۸) بازیکن لاکراس اهل ایالات متحده آمریکا بود.